# 阿呆鳥のオールナイトニッポン
『阿呆鳥のオールナイトニッポン』（あほうどりのオールナイトニッポン）は、 ニッポン放送の深夜放送「オールナイトニッポン」の第2部で放送されていた番組。放送期間は1981年（昭和56年）10月6日から1983年（昭和58年）6月29日まで。パーソナリティは三人組音楽グループの阿呆鳥。

## 概要
放送されていた枠は、1981年10月6日から1982年（昭和57年）3月30日までは火曜2部（火曜日深夜27:00〜29:00 ＝ 水曜日未明3:00〜5:00）、1982年4月7日から1983年6月29日までは水曜2部（水曜日深夜27:00〜29:00 ＝ 木曜日未明3:00〜5:00）。
本番組がスタートした当時阿呆鳥は、1981年8月21日にシングル『物語』でNEWSレコードよりメジャーデビューしてわずか2か月足らずのことだった。メンバー三人のうち、番組はくまさんこと菊池章夫を中心に進行。1981年11月頃の時点で寄せられていたはがきの数は週に800～1000枚ほどだった。番組プロデューサーは石原信和。
時折、地元の福島弁を交えたトークを展開。曲は、旅愁を誘う曲を放送したことが多かった。番組中で阿呆鳥のメジャーデビュー曲『物語』を全編福島弁で歌ったところ大ウケだったということもあった。
シュガー（1983年1月頃）などがゲスト出演していた。

## 主なコーナー
おらがくにさの名物人物コーナー
- 地方ならではの面白い人物の情報を募集。元々、リスナーが通う学校の“名物先生”を紹介するコーナーだったが、「面白いのは先生だけじゃないよ」といった内容のはがきがきっかけで企画を変更[5]。

大県人会
- 自分たち阿呆鳥と、春日八郎、西田敏行、秋吉久美子、中畑清、江川卓ら福島県出身者、福島県にゆかりのある有名人を集めて盛り上がろうとする企画[1][2]。

どうしたら１部に上がれるかコーナー
- リスナーから全国ネットのオールナイトニッポン１部（1:00〜3:00）にどうすれば昇格出来るかの案を募集。その中には「署名運動をして200人くらいの署名を集める」「ニッポン放送の前でハンストをやってみる」などの案があった[2]。

## ネット局
（当時のオールナイトニッポン2部全曜日のネット局）
| - STVラジオ - 新潟放送 - 山梨放送 - 福井放送 - KBS京都 | - 和歌山放送 - 西日本放送 - 高知放送 - KBCラジオ - 長崎放送（1982年10月改編でネット打ち切り。） |